# Municipio de Rosedale (Illinois)
El municipio de Rosedale (en inglés: Rosedale Township) es un municipio ubicado en el condado de Jersey en el estado estadounidense de Illinois. En el año 2010 tenía una población de 456 habitantes y una densidad poblacional de 5,48 personas por km².

## Geografía
El municipio de Rosedale se encuentra ubicado en las coordenadas 39°2′24″N 90°31′34″O / 39.04000, -90.52611. Según la Oficina del Censo de los Estados Unidos, el municipio tiene una superficie total de 83.2 km², de la cual 78,34 km² corresponden a tierra firme y (5,84 %) 4,86 km² es agua.

## Demografía
Según el censo de 2010, había 456 personas residiendo en el municipio de Rosedale. La densidad de población era de 5,48 hab./km². De los 456 habitantes, el municipio de Rosedale estaba compuesto por el 98,25 % blancos, el 0,44 % eran amerindios y el 1,32 % eran de una mezcla de razas. Del total de la población el 0 % eran hispanos o latinos de cualquier raza.